# Orlymanite
La orlymanite è un minerale.